# Лундберг, Улла-Лена
Улла-Лена Лундберг (швед. Ulla-Lena Lundberg; 14 июля 1947, Чёкар, Аландские острова) — финская шведоязычная писательница, лауреат премии «Финляндия — 2012».

## Биография
Родилась 14 июля 1947 года в Чёкаре, на Аландских островах в шведской семье. Дебютировала как поэт в возрасте 15 лет, выпустив в 1962 году книгу стихов «Utgångspunkt». В 1964 году обучалась в США и позднее описала свои впечатления от учёбы в книге «Strövtåg» (1966). В 1968 году проживала в Японии и также оставила о стране книгу своих наблюдений.
Официальным литературным прорывом писательницы считается 1976 год, когда увидела свет её книга «Kökar» с описаниями впечатлений детства, проведённого на Аландских островах и рассказами островитян. Позднее писательница опубликовала ещё два романа об острове Чёкар — «Kungens Anna» и «Ingens Anna».
Проведя два года в Ботсване, Замбии, Кении и Танзании, писательница написала серию романов о жизни Африки («Tre afrikanska berättelser», «San», «Regn» и «Öar i Afrikas inre»).
В 1985 году получила степень магистра философии, окончив Академию Або в Турку (в 1993 году получила в Академии докторскую степень в области искусств, а с 1994 по 1999 годы занимала профессорскую должность).
C 1986 по 1987 годы провела в качестве лектора и писателя в университете Миннесоты.
В 1992 году была награждена высшей наградой для деятелей искусств Финляндии — медалью «Pro Finlandia».
В 1993 году вышла её книга «Sibirien» с отчётом о четырёхмесячном пребывании в Сибири. Книга получила международный успех и была переведена на ряд языков.
В 1998 году за роман Regn была удостоена премии Рунеберга.
21 марта 2009 года на Аландских островах была выпущена почтовая марка с изображением писательницы на фоне корабля «Leo» (из первой части трилогии писательницы о кораблях Аландских островов — «Leo» (1989).
Писательница трижды была номинирована на самую престижную награду Финляндии в области художественной литературы — премию «Финляндия» и в 2012 году была ею удостоена за роман «Is» (Jää) по решению экс-президента Финляндии Тарьи Халонен. С этим же романом номинирована на литературную премию Северного Совета — 2013 года.
Она прожила в Порвоо почти четыре десятилетия, но в 2010-х годах переехала в Мариехамн. С 2018 года она живет в Доме поэзии в Порвоо.

### Переводы на русский язык
- Лундберг У.-Л. Острова в сердце Африки = Öar i Afrikas inre / Улла-Лена Лундберг; Сокр. пер. со швед. Л. Р. Серебрянного; Отв. ред., автор примеч. и послесл. К. П. Филонов. — М.: Наука, Главная редакция восточной литературы, 1987. — 320 с. — (Рассказы о странах Востока). — 30 000 экз.